# Estefanita
La stephanita o estefanita és un mineral de la classe dels sulfurs. Va ser descoberta l'any 1845 a les mines dels Muntanyes Metal·líferes, a l'estat de Saxònia (Alemanya), i rep el seu nom del director de mines austríac, l'arxiduc Stephan Franz Victor von Habsburg-Lothringen (1817-1867).

## Característiques
És una sulfosal d'argent i antimoni amb anions addicionals antimonurs, amb fórmula Ag₅SbS₄. A més dels elements de la seva fórmula, sol portar com impureses: arsènic, coure i ferro. Cristal·litza en el sistema ortoròmbic i es pot trobar de manera massiva i en cristalls pseudohexagonals o tabulars. La seva duresa a l'escala de Mohs oscil·la entre 2 i 2,5. És extreta a les mines com a mena d'argent, ja que pot arribar a contenir prop d'un 68% d'aquest element.

## Formació i jaciments
Es forma en jaciments de minerals d'argent com a mineral secundari d'alteració hidrotermal. Se sol trobar associada a altres minerals com: proustita, acantita, plata nativa, tetraedrita, galena, esfalerita o pirita. Als territoris de parla catalana ha estat descrita a la mina Balcoll (Falset, Priorat).